# Федотовская (Красноборский район)
Федо́товская — деревня в центре Красноборского района Архангельской области. Входит в состав Алексеевского сельского поселения.

## Географическое положение
Федотовская располагается в центре Красноборского района Архангельской области, рядом с берегом реки Северная Двина. Расстояние до Красноборска составляет 9 км (11 км по автодороге), до Архангельска - 525 км, до Котласа - 75 км.

## Население
Постоянное население деревни (по данным на 2009 г.) составляло 2 человека, в том числе один пенсионер.

## Социальная сфера
Все объекты соцсферы расположены в соседних деревнях.

## Транспорт
В километре от деревни проходит автодорога Архангельск - Котлас.
Автобусы:
- Архангельск - Котлас - Архангельск (Остановка в Чащинской 1-й)
- Архангельск - Коряжма - Архангельск (Остановка в Чащинской 1-й)
- Северодвинск - Котлас - Северодвинск (Остановка в Чащинской 1-й)
- Котлас - Черевково - Котлас  (Остановка в Чащинской 1-й)
- Котлас - Верхняя Тойма - Котлас (Остановка в Чащинской 1-й)
- Архангельск - Великий Устюг - Архангельск (Остановка в Чащинской 1-й)

### Карты
- Федотовская на карте Wikimapia